# Michael Vehe

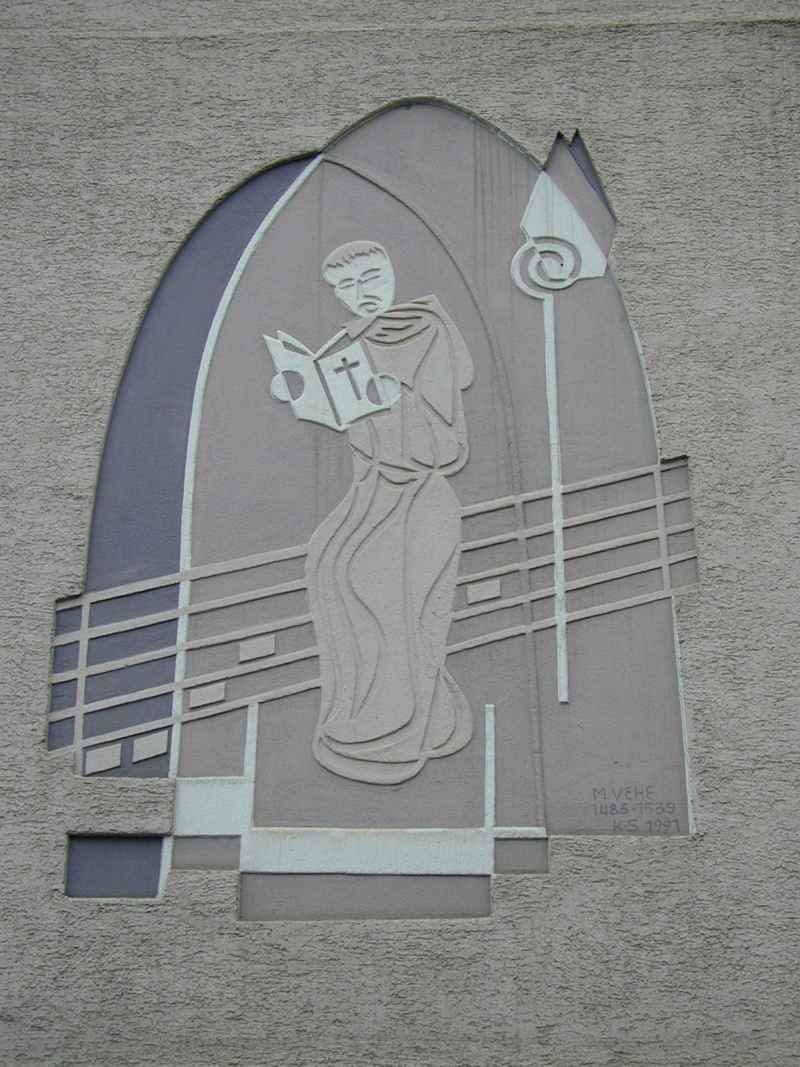
Michael Vehe als Kratzmalereitechnik am katholischen Pfarrhaus in Biberach

Michael Vehe (* 1485 in Biberach bei Heilbronn; † April 1539 in Halle) war ein Dominikaner, altgläubiger Theologe in der Reformationszeit, Weihbischof und Herausgeber des ersten katholischen Gesangbuchs mit Noten.

## Leben
Michael Vehe wurde 1485 in Biberach (bei Heilbronn) geboren. Mit 15 Jahren trat er in das Dominikanerkloster in Wimpfen ein. Er studierte in Heidelberg. In den Universitätsakten ist am 29. Juli 1506 verzeichnet, dass Vehe dort Dozent war und am 18. Januar 1513 zum Doktor der Theologie promovierte. Nach seiner Rückkehr ins Kloster übte er dort das Amt des Priors aus. 1515 kehrte er nach Heidelberg zurück, wo er zum Regens der Heidelberger Ordensschule ernannt wurde. In der Ordenschronik steht über ihn: „Ein Mann, der sich durch Pflichtgefühl, Frömmigkeit, Bildung und Redegewandtheit und durch glühenden Eifer für den katholischen Glauben auszeichnete“.
Zur Zeit der Reformation war Vehe ein glühender Verteidiger der katholischen Lehre. Er erlebte die bewegte erste Zeit der Reformation mit, ausgelöst 1517 durch Luthers 95 Thesen, in denen er den Ablasshandel und die Bußpraxis angriff. Vehe nahm an allen wichtigen Begegnungen und Streitgesprächen jener Zeit teil.
Ab 1528 war Halle Vehes Amtssitz. Dort hatte der einflussreiche Kardinal Albrecht, Markgraf von Brandenburg, Erzbischof von Mainz und Magdeburg, das ehemalige Dominikanerkloster in ein Kollegiatstift umgewandelt und mit einer umfangreichen Reliquiensammlung mit päpstlichem Ablassprivileg ausgestattet, um Halle zu einem Stützpunkt gegen die Wittenberger Reformation auszubauen. Albrecht ernannte Vehe zum Stiftspropst und zu seinem persönlichen theologischen Berater. Dieser „entwickelte hier eine ungemeine Tätigkeit, um das neue Stift zu Ehren und Ansehen zu bringen. Vehe, ein ebenso gelehrter wie frommer Theologe, hielt täglich Vorlesungen über die paulinischen Briefe.“
1530 nahm Vehe am Augsburger Reichstag teil. Er hatte von Kaiser Karl V. den Auftrag erhalten, die Augsburger Konfession, die grundlegende Bekenntnisschrift der Protestanten, zu widerlegen. In einem Streitgespräch am 29. und 30. April 1534 in Leipzig, an dem auch Melanchthon beteiligt war, verteidigte Vehe erneut die katholische Lehre. Auch in zahlreichen Schriften wendete er sich gegen den Abfall von der alten Kirche.
1537 gab Vehe das erste katholische Gesangbuch mit Noten heraus. Unter dem Titel Ein new gesangbüchlin für alle guten christen nach der ordenung christlicher Kirchen enthält es 56 deutschsprachige Lieder. Nachdem jahrhundertelang fast nur lateinische Lieder im Gottesdienst erklangen, die hauptsächlich von Priestern und Mönchen gesungen wurden, führte Luther deutsche Lieder in die Liturgie ein, die schnell populär wurden und das reformatorische Gedankengut wirkungsvoll verbreiteten. Vehe erkannte die Bedeutung der Lieder; sein Gesangbuch ist eine Antwort auf die reformatorischen Bemühungen.
Am 21. Februar 1539 ernannte Papst Paul III. Vehe zum Weihbischof in Halberstadt. Er starb allerdings noch vor Antritt dieses Amtes im April desselben Jahres in Halle, wo er in der Stiftskirche begraben wurde.

## Werke
- Ein New Gesangbüchlin Geystlicher Lieder, Leipzig 1537; Hannover 1853
- Von dem Gesatz der Niessung des h. hochw. Sacraments, Leipzig 1531
- Errettung der beschuldigten kelchdieb, Leipzig 1535
- Wie unterschiedlicher wiess Gott und seine heiligen sollen geehret werden, Leipzig 1532
- Assertio sacrorum quorumdam axiomatum, Leipzig 1537

Bis in die heutige Zeit ist Vehes Gesangbuch eine Quelle für den Kirchengesang. Am bekanntesten sind die Lieder:
- In Gottes Namen fahren wir
- Mitten in dem Leben
- Nun bitten wir den Heiligen Geist
- Aus hartem Weh die Menschheit klagt